# Киро (Южный Судан)
Киро был колониальным постом на территории нынешней провинции Центральная Экватория Южного Судана на западной стороне Бахр аль Джебель или Белого Нила. Был частью Анклава Ладо.
В 1900 году 1500 солдат Свободного государства Конго прибыло в Анклав Ладо и были разделены между тремя постами на Ниле: Киро, Ладо и Реджаф. После окончательного разгрома повстанцев Махди британской армией под командованием генерала Герберта Китченера в 1898 году, Нил до границы протектората Уганда стал частью Англо-Египетского Судана. Экспедиция вверх по реке от города Омдурман прибыл сюда в декабре 1900 года. Пост был создан в Киро, но впоследствии был переведён в Монгалла в апреле 1901 года, так как Киро находился на бельгийской территории, точнее на территории Анклава Ладо.
Эдвард Фотерджил посетил Судан около 1901 года, его путь прошёл по Монгалла между Ладо на юге и Киро на севере, но по восточному берегу реки. По его мнению «Киро, самый северный пост Конго на Ниле, очень красивый и чистый городок. Ладо, второй пост, кажется, ещё красивее». Вместе с тем он указывал, что хотя здания были хорошо постройки, они были слишком тесно настроены.
Джеймс Дж. Харрисон, писал в 1904 году после возвращения из охотничьей поездки по Свободному государству Конго, что западный берег Нила между Киро и Ладо был пуст по той простой причине, что «почти все берега низкие, превращаются в болота, дающие пристанище миллионам комаров». Он нашел местность вокруг Киро мирной, с хорошими пастбищами и плодородными землями в нескольких милях от реки.
Анклав Ладо был передан Великобритании в 1910 году. Позже Гондокоро, Киро, Ладо и Реджаф были оставлены правительством Судана, и больше не отмечаются на современных картах.